# Casa Mira (Novelda)
La Casa Mira està situada a la plaça de Sant Vicent número 3 i 5 de Novelda (Vinalopó Mitjà), País Valencià. És un edifici residencial d'estil modernista valencià construït l'any 1908.
És un dels edificis d'estil modernista valencià millor conservats de Novelda. El projecte se li atribueix al mestre d'obres novelder Ceferino Escolano. Va ser construït a instàncies de Francesc Mira Abad, un important comerciant de vins i olis, com a habitatge particular.
Consta de planta baixa i dues altures. La façana d'estil auster, està elaborada en pedra en la planta baixa i en rajola en la resta d'altures. Destaca la ferreria en la planta baixa i en les baranes de les balconades, totes amb ornamentació floral. La rematada de l'edifici aquesta realitzat amb taulells amb motius vegetals. L'interior de l'edifici posseeix una rica i profusa decoració modernista original que contrasta amb el seu sobri exterior. Destaca en el seu interior una escala helicoidal, un oratori i una sagristia.
En la construcció de l'edifici és molt probable que intervingueren diferents artesans de Novelda com el mestre d'obres Ceferino Escolano, el marbrista Felipe Navarro i els ferrers Samuel Pérez i José Samper. L'edifici no ha sofrit cap alteració des de la seua construcció, per la qual cosa es conserva el seu estil modernista original.